# Politica externă a Statelor Unite
Politica externă a Statelor Unite este modul în care interacționează cu națiuni străine și stabilește standarde de interacțiune pentru organizațiile sale, corporații și cetățeni.

## Istoric

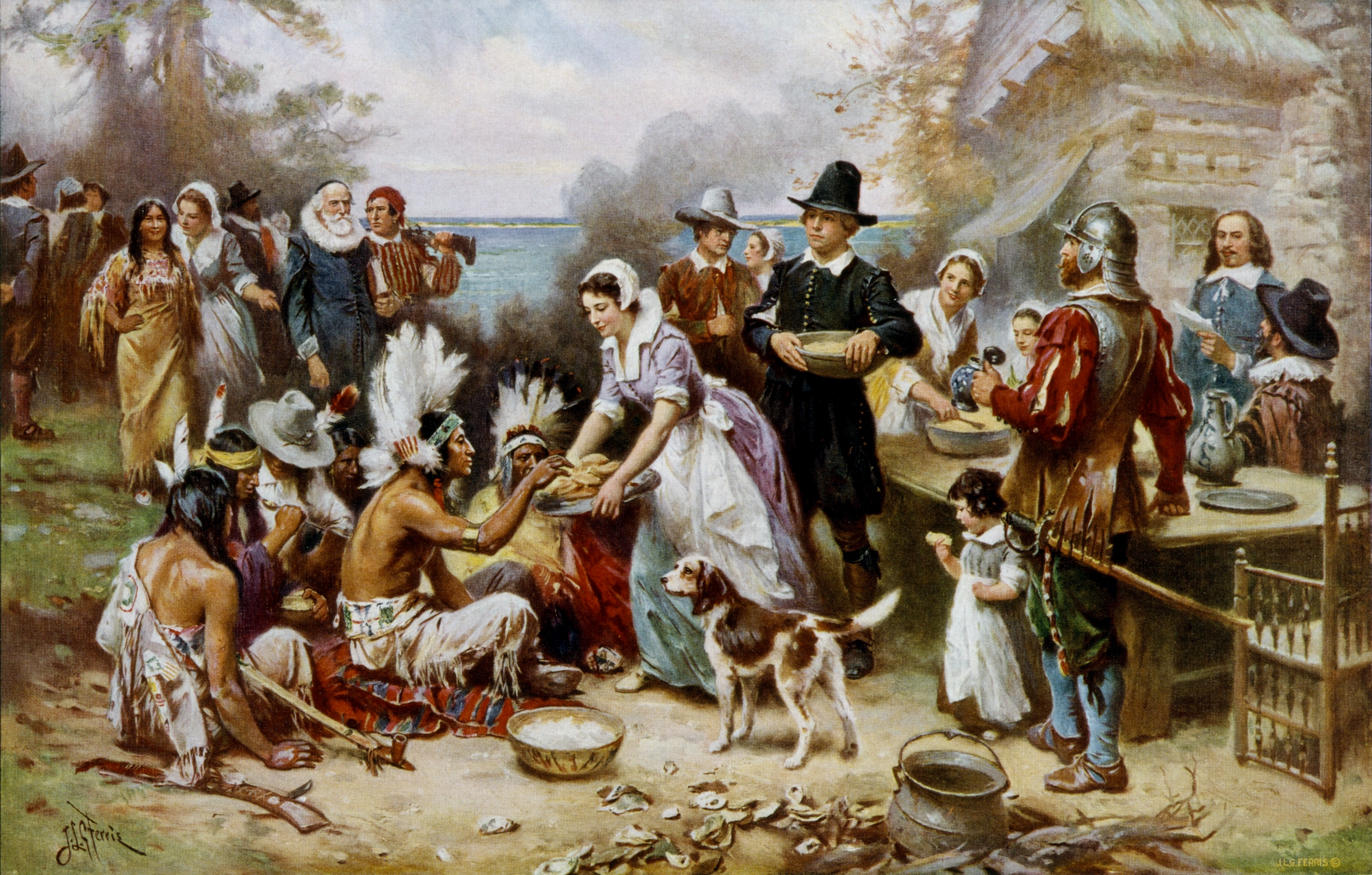
Celebrarea primei zile a Recunostiintei-stabilirea contactelor dintre colonisti si nativi americani

Leopold von Ranke , părintele relațiilor internaționale, a scris o cronică în care susținea că relațiile internaționale din secolul XIX sunt decise la nivel statal. În prezent, organizațiile internaționale și corporațiile sunt actori internaționali diversificați. După cel de-al Doilea Război Mondial, fenomenele din relațiile internaționale erau mai diversificate și mai complexe. Sunt studiate relațiile din mai multe perspective și s-au conturat patru categorii. Se studiază investigarea consecințelor acțiunilor statului în plan internațional și a modului cum s-a construit, cum a fost operat în interiorul statului și cum s-a ajuns la decizie fără a se ține cont de ceilalți actori. 
Politica externă a Statelor Unite a rămas un subiect controversat până în prezent. Mecanismele nu există în realitate în politica deciziilor, fiind doar un termen tehnic. Nu este o mecanică pură, ci o mecanică umană. Adevărata putere a Statelor Unite e că dețin o atracție formidabilă. Anual, milioane de oameni doresc să se stabilească pe teritoriul Americii. Statele Unite ale Americii sunt o construcție statală diferită de statele din Europa. S-a propagat mitul excepționalismului. Experiență istorică a fost diferită de la descoperirea Americii de către navigatorul Cristofor Columb și venirea primilor coloniști și aventurieri în căutare de libertate. Lumea nouă a permis mai repede obținerea unei libertăți individuale decât Europa feudală și conservatoare. Credința în constituție era singurul factor unificator. 
În Europa, limba era un factor esențial ca și religia și etnia. În Statele Unite însă, totul era diferit. Fiind multe grupuri etnice, populația era mixtă. Până la sfârșitul secolului XIX, 80% din lumea anglo-saxonă și cea nordică era de religie protestantă. Erau mii de confesiuni protestante. Populațiile Americii de Nord nu erau unite lingvistic pentru că era imposibil. După 1880, milioane de est-europeni și sud-vest europeni au ajuns în SUA. Dezvoltările tehnologice au permis ieftinirea transportului și călătoria a cât mai mulți europeni spre America. 
S-a format o națiune atipică căci libertatea le-a permis imigranților să-și păstreze identitățile. Națiunea americană este un mozaic etnic, lingvistic și religios. În ziua de azi, la nivelul politicii americane sunt mulți hispanici și afro-americani, dar și femei. Din multe perspective, SUA se înfruntă cu situații atipice pentru Europa. 
S-a format un mozaic solidar cu un grup de valori prezente în constituție și în alte acte de stat. Luarea deciziilor au produs conflicte, neexistând un consens inițial când au fost propuse. 
Un stat federal este o construcție internă deosebită. Factori de putere s-au manifestat, fiind altfel decât cei cunoscuți în Europa. Existența a mai multor state însemna o viață politică agitată, grupările de interese mici și mari fiind în permanentă mișcare. Toate magistraturile erau alese. Nu exista o lege electorală unică și nici buletinele de vot nu sunt similare. Politică externă era utilizată că instrument pentru politică internă(de exemplu,republicanii au acordat invitație lui Netanyahu, premierul Israelului, când președintele democrat, Barack Obama, încheia acordul cu Iranul în 2014) 

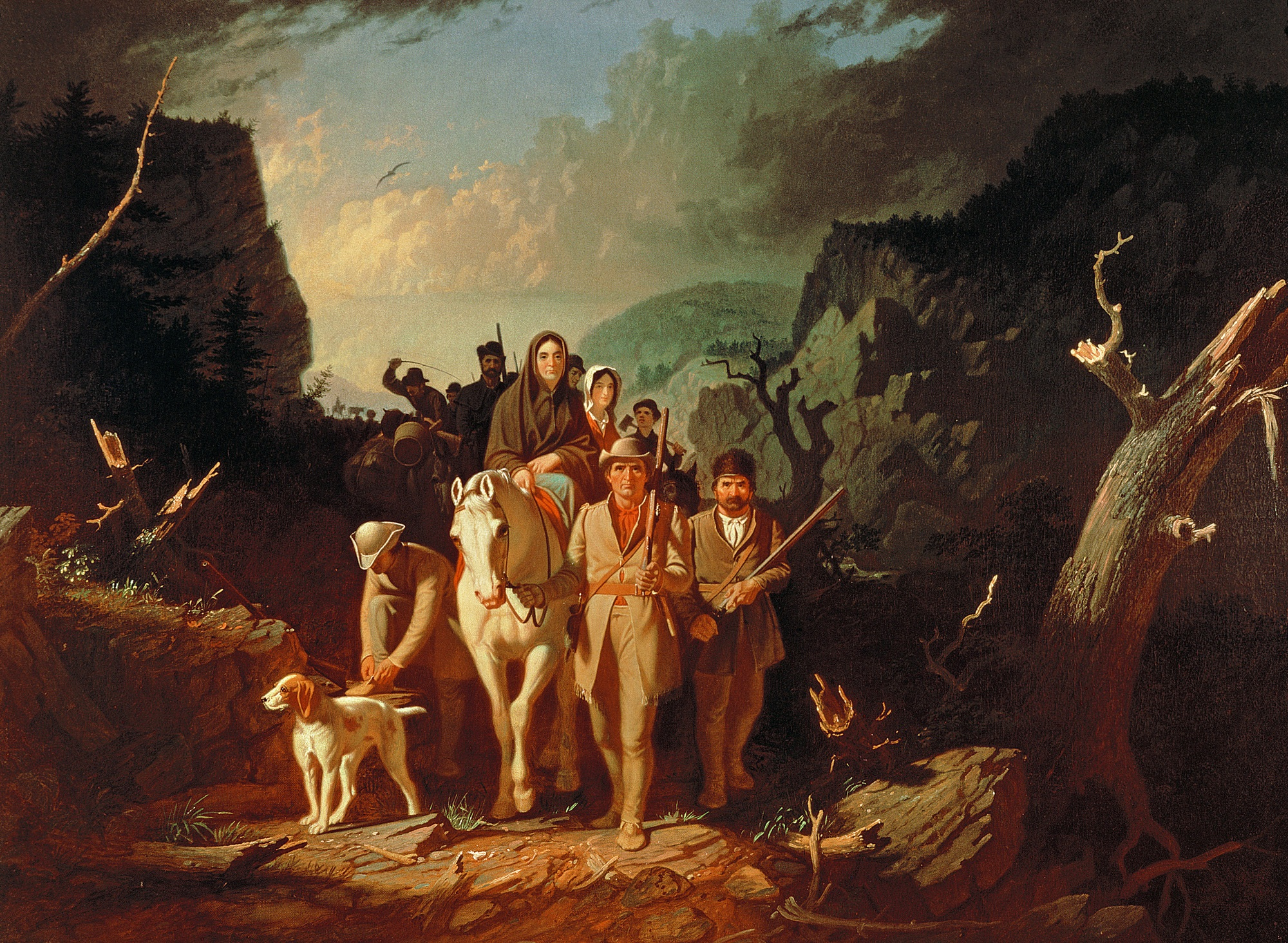
Daniel Boone traverseaza Cheia Cumberland deschizand drumul catre vest pentru pionieri

SUA a traversat mai multe faze în politică externă, transformându-se treptat și atipic de la o putere minoră la o superputere din ce în ce mai puternică, devenind o putere economică de tip clasic. Statele Unite s-au format într-un context special. Principalii lideri din acele timpuri au pus SUA într-o poziție unică, izolată de politică externă. Americanii trebuiau să nu se implice în afacerile europene pentru a-și păstra libertatea după cum susținea primul președinte american, George Washington. 

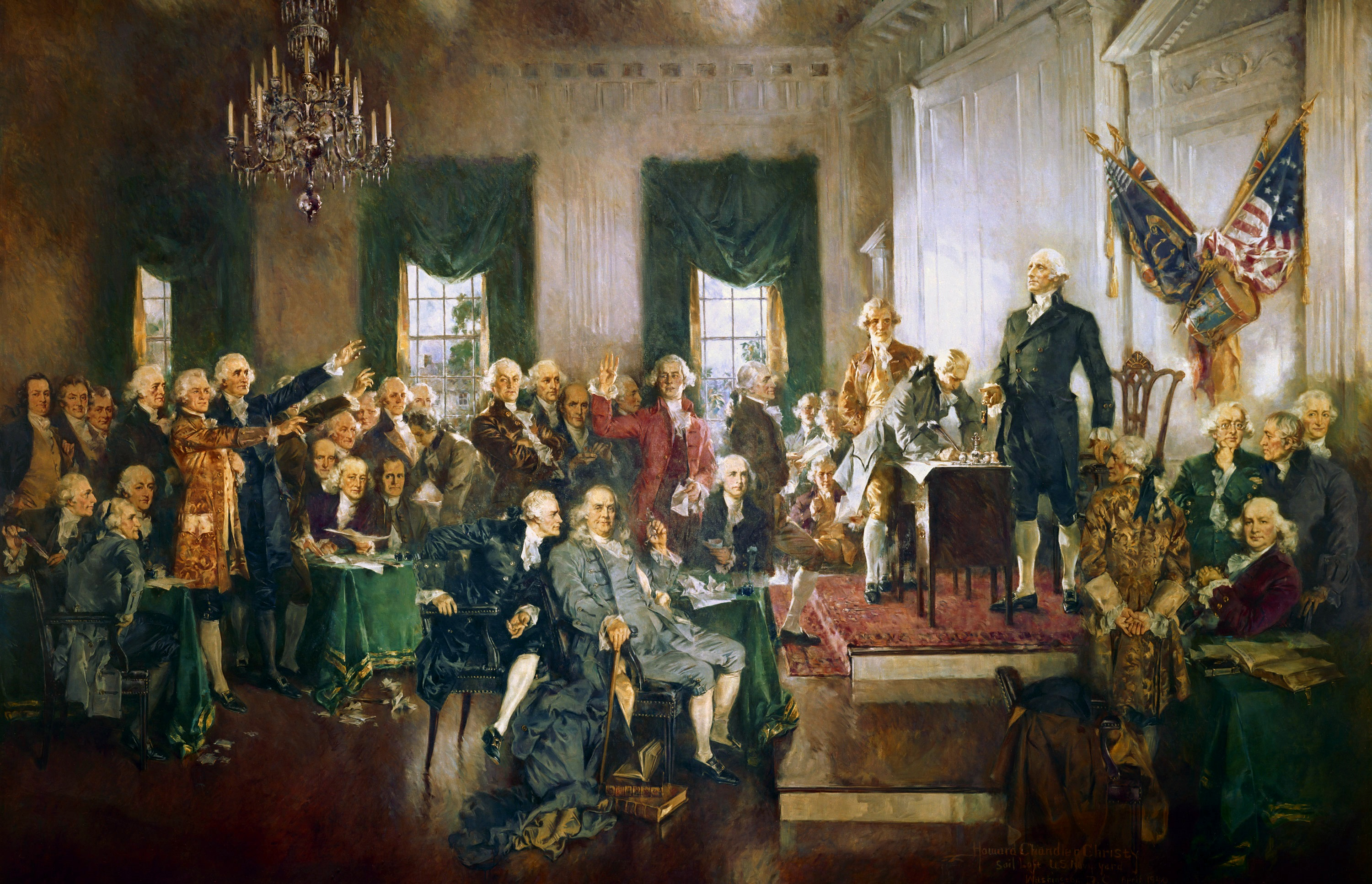
Semnarea Constituției Americane

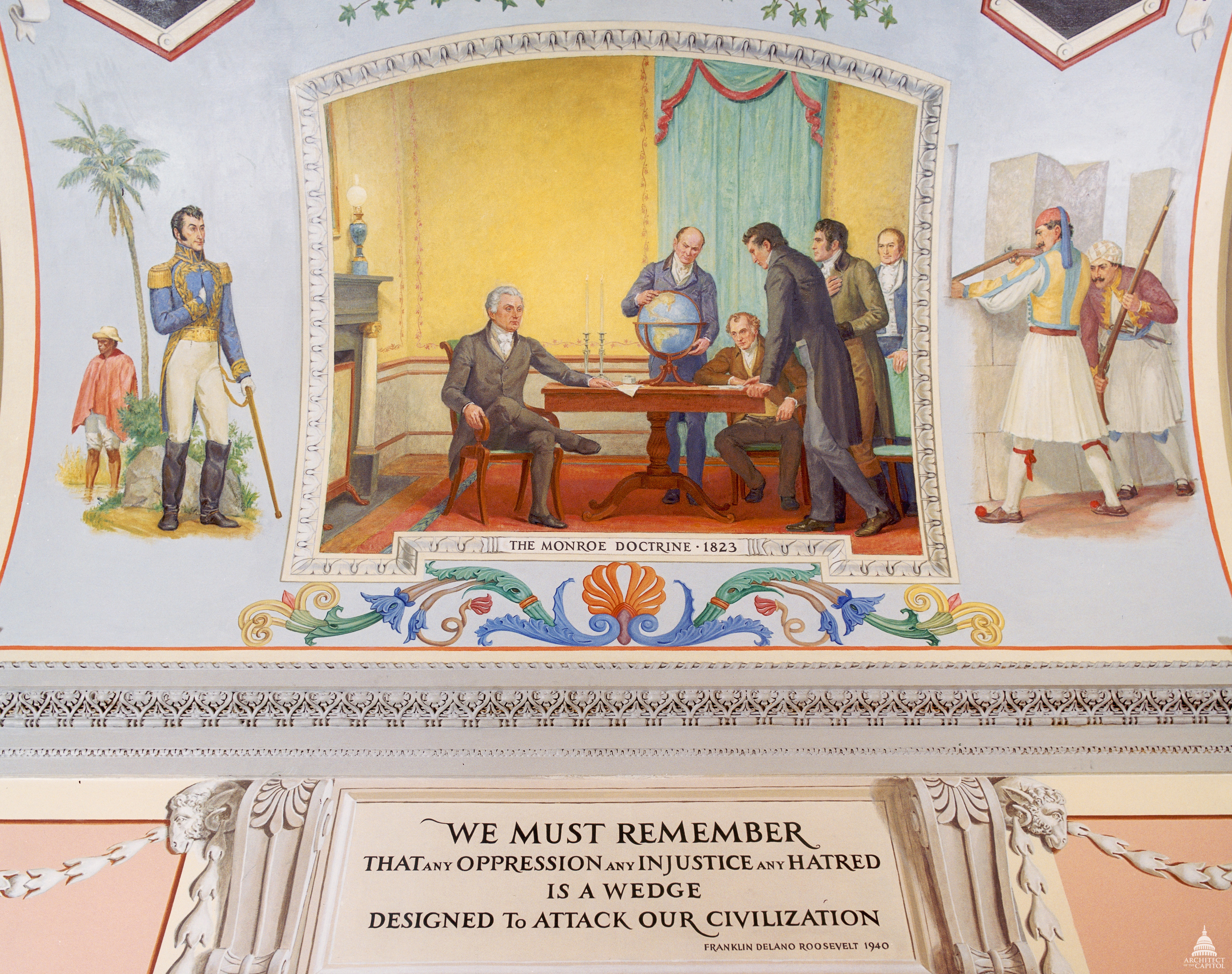
Doctrina Monroe, 1823

Cel de-al cincilea președinte american, James Monroe, a elaborat "Doctrina Monroe" în care susține că izolaționismul american se oprește la emisfera occidentală și presupunea expansiunea națiunii americane. 
Congresul este principalul factor în politică externă americană, președinții având un rol secundar. Lucrurile s-au schimbat treptat în secolul XIX în urma modificării schimburilor comerciale. SUA începeau să aibă un contact mai strâns cu lumea din afară. Instituțiile erau depășite, de aceea, în secolul XX, instituțiile au fost remodelate pentru a se adapta la realitățile secolului respectiv. 
Între secolele XVIII-XX se produc o multitudine de schimbări ce au creionat o structură a luării deciziilor. Inițial, americanii nu au dorit să clădească o democrație ca acum. Părinții fondatori făceau referiri la republica, în care legitimitatea vine de la popor și nu prin grația divină, un sistem care să apere drepturile și libertățile individului. Nu se dorea că populația să conducă statul. A rezultat un sistem reprezentativ: 
- Camera Reprezentanților- era votat de bărbați
- Senatul-era votat doar de adunările legislative ale statelor

Puterea executivă era deținută de Președinte care înfruntă probleme și cutume. Sistemul constituțional a creat premisele unui conflict instituțional și nu a unei colaborări. Pentru a funcționa eficient, fără a fi coruptă, adunarea legislativă trebuia să fie numeroasă și formată din indivizi cu păreri și interese diferite. Experiență colonială anterioară a contribuit la dezvoltarea adunării legislative. Conducătorii erau alcătuiți din oameni cu interese diferite. De cele mai multe ori, aveau interese contrare în privința împărțirii terenurilor, apelor, pădurilor, și toate aceste dispute se rezolvau printr-o dezbatere. Negocierea continuă în interiorul adunării coloniale. Coloniștii americani doreau să fie reprezentați în Parlamentul Londrei. Congresul american era tulburat și fragmentat. Nu există o disciplină de partid, căci atât democrații și republicanii erau împărțit în grupuri ce puteau merge de la politici moderate la cele extremiste pe baza doctrinei partidului. 

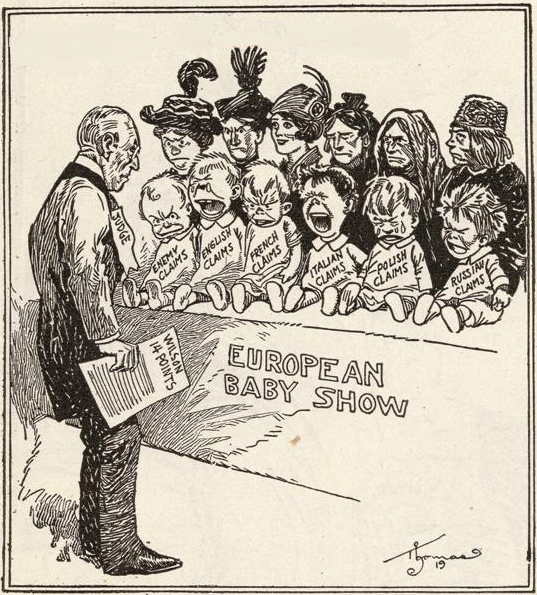
Wilsons prezentand cele 14 puncte catre bebelusii europeni

După aprobarea Constituției, americanii au început să se extindă spre vestul Americii de Nord. Poziția izolaționistă a persistat de la George Washington la Woodrow Wilson. Mozaicul lingvistic, social și etnic a oferit americanilor senzația că reprezintă majoritatea populației globale. Având un front comun consistent, George Washington a susținut că SUA trebuiau să stea departe de treburile politice ale Europei, să nu intre în alianța cu niciunul dintre regii Europei căci există riscul că războaiele europene să se extindă și pe teritoriul american. Cetățenii americani erau încă tributari vechii Europe. Se vorbea despre pericolul fracționalismului. Din 1914 până în 1917 s-au disputat teme privind intervenția americană în Europa pe perioada Primului Război Mondial. 
Pentru SUA era dificil să se ralieze unei tabere când populația era mixtă, existând o varietate de comunități. Pentru SUA, fiecare grup de acțiune îi putea aduce bani și voturi și riscă să piardă dacă nu se ralia cu una. Au fost discuții , negocieri și războaie intra-instituționale. 
Acțiunile de politică externă erau plătite de contribuabili. Acțiunile erau supuse controlului exercitat de Congres căci acesta aloca bugetul, finanța, deciziile de politică externă fiind limitate și suferind constrângeri datorită controlului financiar, exercitat de congres. Pentru a obține politică respectivă, trebuia să se discute cu Congresul. Există o anumită autonomie a executivului, Congresul limitând orice avânturi extreme.

## Factori de decizie în politică americană

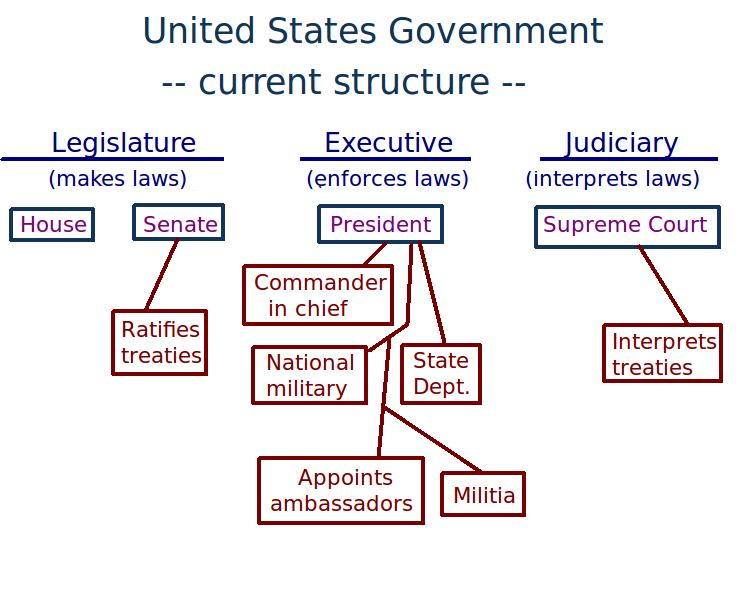
Structurile politice

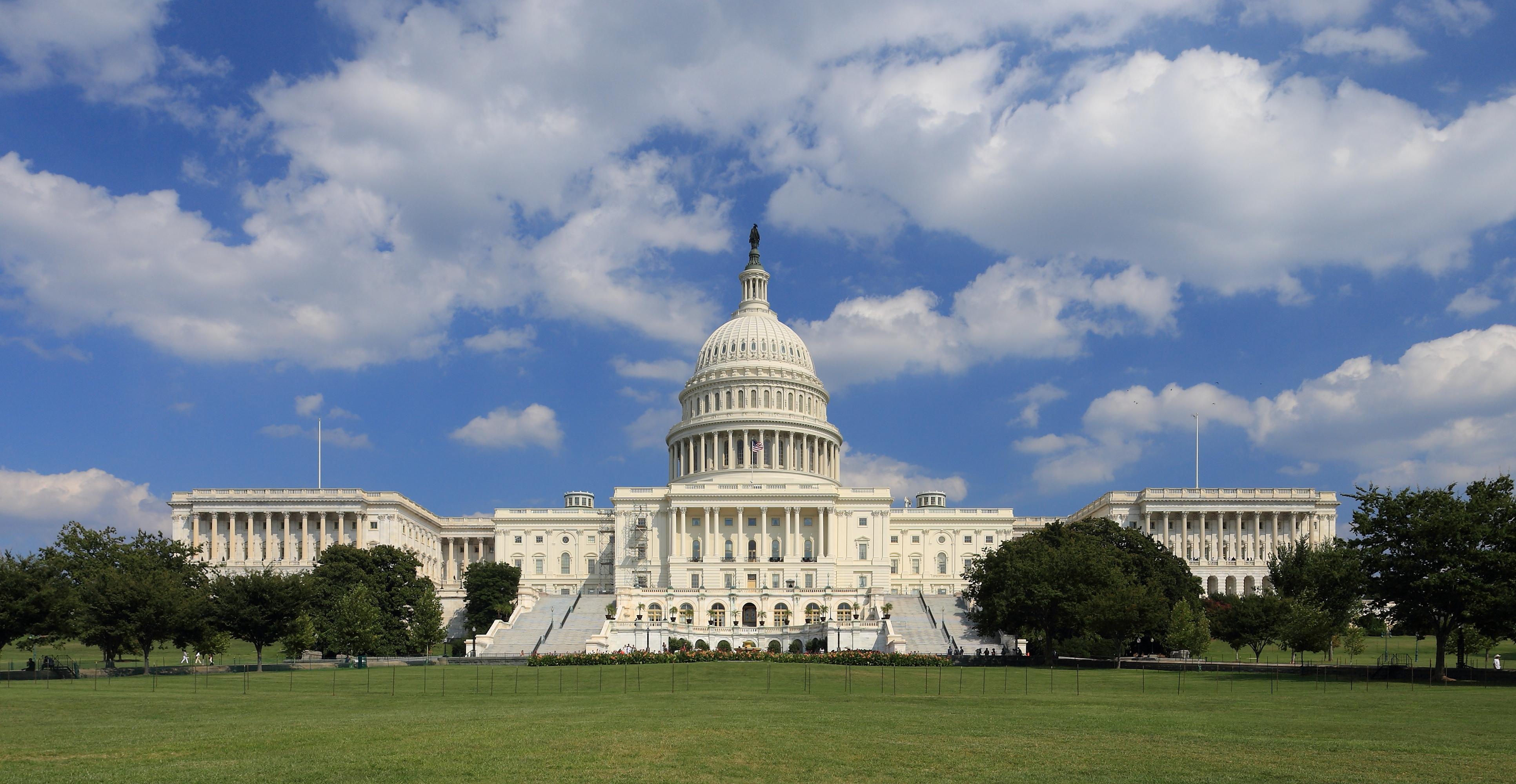
Capitolul-Congresul

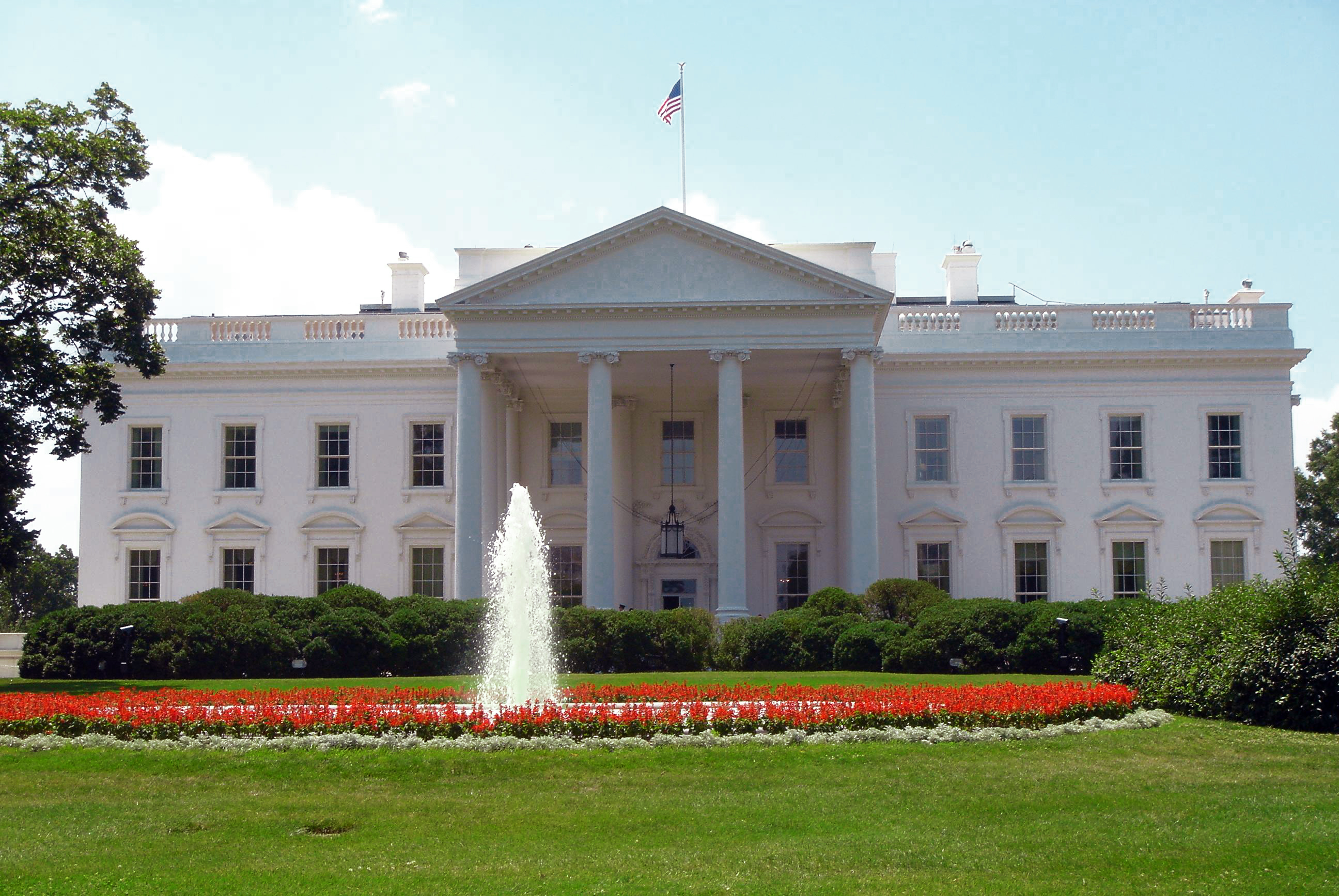
Casa Alba

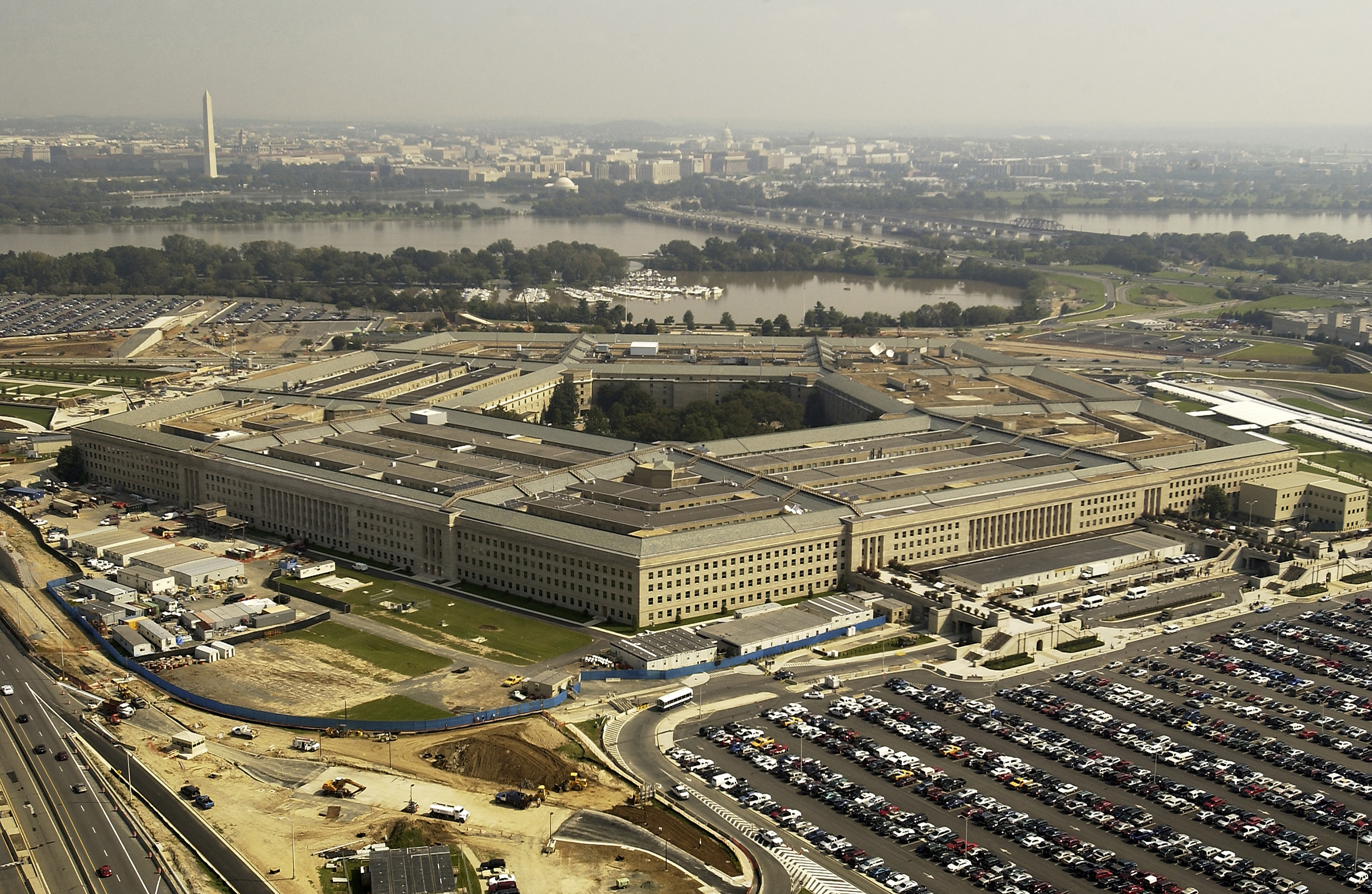
Pentagonul-centrul Departamentului Apararii

Roger Hilsman, directorul Biroului de Cercetare și Informații al Statului, care se ocupă de spionaj prin intermediul Departamentului de Stat, a prezentat în cartea sa, "To Move a Nation", o teorie a cercurilor concentrice. 
În cercul intern era președintele, personalul Casei Albe și Consiliul Național de Securitate sau grupul consilierilor, apărut în 1947. Cea mai importantă funcție era "White House Chief of State", acesta fiind un apropiat al președintelui care reprezintă o interfață informală între președinte și congres. În acest corp al Casei Albe se regăsesc ofițerul de presă și echipa sa. 
În Consiliul Național de Securitate erau miniștri, șefi de departamente ca Secretarul de Stat sau Secretarul Apărării, consilierul CIA, șeful de la Joint Chiefs of Staff, fiind primul cerc al puterii. 

Următorul cerc este reprezentat de Departamentele de Stat și Agențiile de Informații, Agenții de la trezorerie, de la ministerul comerțului și alte agenții care participau la acțiuni externe. 
Ultimul cerc este reprezentat de grupurile de interese, Congresul și Opinia Publică. 
O formă mai dinamică a fost suprapusă într-un trunchi de con unde în frunte era președintele, între care există o legătură, consilierii controlând și alte segmente subordonate. Departamentele din cel de-al doilea cerc erau responsabile decizional în față Consilierilor și a Președintelui. Congresul se ocupă cu finanțarea. Cercul al doilea e palierul tehnic și administrativ, cu un rol dublu, căci informează și implementează. Oamenii comuni obișnuiți își imaginează actul politic ce ar trebui să fie omniscient. A existat o complexitate a actului administrativ și decizional. Toate structurile și personajele trebuiau să acționeze în interiorul procesului decizional fiind actori politici ce jucau un rol pe scenă politica internă. Miza era finanțarea oferită de Congres, lunar bugetele fiind reanalizate în fiecare structura. Consilierii negociau tot timpul și trebuiau să demonstreze ce fac și cum folosesc banii. Departamentele cu banii primit făceau contracte. Toate aceste instituții jucau politic în finanțară lor, dar jucau și pentru că în tradiția americană, datoria individuală de a realiza ceva pentru comunitate, mulți se angajau în structurile respective de stat pentru a intră în serviciul țării lor. Competiția pentru implementarea unui act conta. Tinerii se implică într-o muncă prost plătită față de sectorul privat. Analiza trebuia luată în calcul. Competiția se realiza și pentru că competiția celor mai mari își propuneau să-și creeze o carieră politică și aveau nevoie de votul publicului. Oamenii luptau mereu între ei pentru a deveni actori politici cu mari forțe.
Autoritatea președintelui reiese din constituție. De-a lungul timpului, o serie de practici judiciare ale Curții Supreme au dotat Casă Albă cu o serie de prerogative. Președintele nu avea atâta putere externă căci nu era prioritară. Articolul ÎI din secțiunea ÎI prevedea că după consultare și acordul congresului, președintele să numească ambasadori și să semneze tratate. Congresul a delegat misiunea comisiei senatoriale pentru afaceri externe. În secțiunea III se încredința președintelui sarcina de a primi ambasadori sau miniștri străini. Președintele era singurul care avea contact cu guvernele străine, având monopolul informației referitoare la afacerile externe. Era singurul care putea numi ambasadori. Congresul nu avea atribuții în recunoașterea acestei chestiuni. În anumite perioade, foarte rar, monarhii sau șefii de stat s-au adresat în față congresului. Congresul Statelor Unite ale Americii nu putea încheia un acord cu puteri străine fără acordul președintelui. Constituția acordă șefului executivului prerogativa de a fi comandantul suprem al armatei și al forțelor navale. Congresul cerea anterior că șeful executivului să poarte război în afară granițelor. Congresul era cel care vota și executivul punea în aplicare. Treptat, forță militară s-a folosit că forță de coerciție în scopul protecției cetățenilor și bunurilor lor, fiind o cutumă practică, nefiind însă legiferată până la Războiul din Vietnam, să poarte război unde dorea. S-a permis o politică externă înarmată cu o diplomație coercitivă, ceea ce i-a permis președintelui John F. Kennedy să impună blocada Cubei. Din a doua jumătate a anilor 70', erau necesare aprobări succesive pentru ca aventurile militare să fie finanțate. Atentatele din 11 septembrie 2001 au modificat legislația, SUA putând fi capabile acum să poarte războaie la mari distanțe, neavând nevoie de finanțarea Congresului pentru că s-au redus cheltuielile. Mizele interne și cele externe sunt confundate și președintele a căpătat instrumente mai întărite. Agențiile de informații sunt supuse direct administrației prezidențiale. O practică veche i-a conferit președintelui dreptul de a ghida și a coordona politică externă prin declarații sau sub forme de doctrine. Are dreptul de a participa la conferințe internaționale, de a trimite emisari speciali, de a trimite emisari personali, aleși de el pentru misiuni speciale în străinătate, reprezentând președintele american. Emisarii erau mai utili decât personalul diplomatic. 
Personalul Casei Albe a crescut, dar acționează numai în numele președintelui. Miniștrii sunt votați de Congres. Președintele este considerat responsabil pentru orice eroare din cadrul biroului său. Toți emisarii personali ai președintelui au fost recrutați din birou. Personalul este supus unei tensiuni cu mize multiple ca efectuarea unor acțiuni pentru că președintele să fie ales pentru un al doilea mandat. Casa Albă are puterea de inițiativă legislativă, fiecare lege fiind negociată, târguială fiind caracteristică politicii americane. 
Al doilea element din jurul președintelui este cercul de consilieri specializați, legiferat prin Actul Național de Securitate și se numește Consiliul Național de Securitate. Prerogativele acestuia-consilierea președintelui în legătură cu politicile interne, externe și militare referitoare la securitatea națională. Funcționează că o structura de coordonare doar în situații de criză. Consiliul este alcătuit din președinte, vice-președinte, secretarii de stat și de apărare, cooptați de directorul CIA, președintelui statului major combinat-consilierul militar, secretarul trezoreriei, procurorul general, directorul agenției pentru comunicații internaționale. Rolul președintelui este cel consultativ. 
Guvernul american și ambasadele s-au mărit după al Doilea Război Mondial. Armata Americană avea în anul 1939 14 divizii, dar în perioada postbelică, au devenit organizații, cu proceduri, protocoale, coduri. Guvernul se reorganizează în Consiliul Național de Securitate. Se organizează ședințe precum cele pe tema bugetului. 
Al doilea cerc decizional este alcătuit din agenții și departamente ce compun legislativul american, fiind în număr de 150. Cele mai importante sunt Departamentul de Stat, cel al apărării și CIA. Plecând de la structura guvernamentală, se pot observă dimensiunile, evoluția și ierarhia. 
Primul Departament este cel de Stat care ține de afaceri administrative minore. Secretarul de stat se ocupă de corespondență președintelui și de cea internațională. Reprezintă națiunea în organizații internaționale, elaborând recomandări pentru decizia politică, implementând decizii în relațiile interne. Secretarul de stat are o poziție puternică, un înalt grad de autonomie. Relațiile dintre președinte și instituții au fost sinuoase și au depins de caracterul președintelui. Au fost secretari de stat activi care negociau cu congresul, președintele ocupându-se de viață politică internă. Departamentul de stat are o structura piramidală, fiind o birocrație clasică. Birourile mari substructurale se ocupă de probleme privind armamentul și drepturile omului și sunt împărțite geografic. Deciziile sunt luate de secretari, subsecretari, adjuncți și directorii misiunilor. Au existat situații când congresul s-a aflat în conflict cu departamentul de stat când se credea că unii angajați ai departamentului se apropiaseră de comuniști. Mesaje ale unor grupuri din congres sunt transferate în mediul internațional prin intermediul Departamentului de Stat. 
În raporturile dintre departament și Casă Albă, se propun soluții și chiar concurează. Departamentul de Stat chiar a fost desconsiderat, acuzat și s-a subordonat Casei Albe. Are o ieșire de rampă pretențioasă de la Ronald Reagan la Bill Clinton când primea misiuni noi. Războiul împotriva Terorismului a stricat echilibrul dintre departamente și structurile în uniformă au căpătat un rol primordial în definirea politicii externe americane. În al doilea mandat al președintelui Bush jr., Condolezza Rice, consilierul președintelui, ajunge să conducă departamentul de stat, intervenind activ și depășind granițele fine și necodificate ale protocolului diplomatic pentru a intră în legătură directă cu populațiile și problemele acestora. Termenul de transformare diplomatică a iritat multă lume. În timpul mandatului lui Hillary Clinton, s-a modificat rolul conducător. 

Departamentul Apărării are responsabilități între problemele de politică externă și cele de privesc politica de securitate națională. Securitatea națională privește obiectivele și programele prin care guvernul caută securitatea națiunii și supraviețuirea acesteia într-un mediu internațional ostil și găsirea inamicilor sau imaginarea acestora, propunerea unor soluții pentru contracararea acestora prin misiuni și obiective diferite. 
Consilierea președintelui, Consiliul Național de Securitate și Departamentul Apărării au efecte asupra implicațiilor militare generale ale politicii externe globale. Președintele sau membrii consiliului pot sugera, imagina, iar Departamentul este cel întrebat și dator să indice dacă realizarea acelor acțiuni internaționale sunt și posibile cu mijloacele avute la dispoziție, secretarul apărării și Șeful Statului Major General fiind răspunzători. Președintele trebuie să evalueze problemele militare, iar Departamentul Apărării trebuie să raporteze părțile tehnice, să creeze scenarii și să aplice politică externă în cazul planificării militare.

În anii 50', prezența Departamentului a fost importantă, iar în anii 60', în timpul crizelor numeroase ale războiului rece, a fost o componentă militară importantă. În Războiul din Vietnam, societatea civilă a reacționat și departamentul a suferit un recul. În timpul mandatului lui Reagan, Departamentul Apărării apare din nou în cercul decizional, iar după 11 septembrie, va fi permanent. Își asumă misiuni care îi depășesc capacitățile, iar structura superioară este civilă, dezbaterile interne fiind descurajate de proceduri. 
Lecția Vietnamului a fost importantă. Armata americană a fost cel mai mare angajator, având cel mai mare buget și o interfață dublă. Este legată de toate statele și districtele, prin contracte. Soldații intră într-un univers propriu: antrenament, viață familială, deplasare de la unitate la altă unitate, asigurări. Armata este prezența foarte vie în societatea americană. Tradițional, această societate are o percepția factorului militar. Soldații sunt priviți drept eroi, comandanți de către comunitățile locale, având o baza construită într-o regiune dezvoltată, ofițerii ocupându-se de educație și servicii militare. Societate are mai multă încredere în capacitatea decizională a armatei pe politică externă. Consilierii militari ai președintelui sunt reticenți în a recomandă acțiuni militare în forță, solicitările comandanților militari mergând în medie de la 5 la 1. În perioada postbelică, militarii sunt reticenți în a iniția o acțiune militară dura și fermă față de civili. 
Comunitatea de Informații sunt agențiile care fac parte din intelligence community, având că responsabilitate colectarea, interpretarea și propunerea în circulație a informației care trebuie să fundamenteze securitatea națională și să se formuleze pe baza acesteia politici logice. Spionajul este colectarea de informații. Mai există electronical intelligence în interceptarea convorbirilor și sateliților. Agenții sau structurile sunt subordonate unor departamente diferite în cadrul celui al Apărării în care funcționează 5 agenți de la marina la aviație, că DIA sau NSA, care interceptează sau înregistrează convorbiri ale statelor inamice sau amice. Cetățenii americani sunt apărați în constituție, așadar, urmărirea lor trebuie justificată în față unor instanțe normale. Dar după 11 septembrie, au fost mărite responsabilitățile agențiilor, fiind înființat Homeland Security, iar FBI și-a crescut atribuțiile. Cetățenii americani sunt protejați cât timp respectă legile. Chiar și cetățenii din afară SUA sunt urmăriți și ascultați (scandalul NSA care a interceptat-o pe cancelarul german, Angela Merkel). În contraspionaj s-a constituit o curte supremă care să se ocupe strict de cazuri cu grad mare de clasificare. Se obțin mandate, se discuta în ce măsură un cetățean să fie protejat de lege și a existat o propunere că protecția americanilor să se extindă la nivel global. 
NSA acționează pe teritoriul american, având în teritoriul exterior puține facilități, dar sateliții au o capacitate formidabilă de decriptare a mesajelor electronice la nivel global. Departamentul de state are Biroul de Informații și Cercetare. FBI are atribuții de contraspionaj, fiind singurii care pot urmări teritoriul american. După 11 septembrie, au apărut structuri ce lucrează cu FBI, fiind construit un Directorat al Informațiilor Naționale. Până atunci , directorul CIA era responsabil cu colectarea informațiilor agențiilor. Fiecare agenție dorește să devină organizația care găsește informații importante. Celelalte agenții trebuie să raporteze CIA. S-a iscat un conflict căci nimeni nu dorea să pretindă muncă proprie că aparține CIA. Directorul DCI este și al CIA. 
După FBI este DEA, agenția atomică care controlează și caută informații privind energia nucleară. DCI a fost victima concurenței între agenții. NSA raportează secretarului apărării, CIA și președintelui. 
CIA este singură agenție care are atribuții executive în afară, având agenții proprii și unități paramilitare. Creată prin Actul de Securitate Națională din 1947, are că atribuții consilierea NSC pe probleme de informații , promițând ceva specializat, elaborând recomandări pentru NSC în scopul coordonării, controlând și evaluând, punând în circulație informațiile. Are o dimensiune executivă, făcând ceea ce-i solicită NSC, având în vedere că președintele este cea mai importantă figura din NSC, putând acordă direct ordin către CIA. Counterintelligence se referă la captarea de informații în afară SUA. Spre sfârșitul anilor 70, au scris o scrisoare de impact, lucrarea "CIA & the Counter-Intelligence". CIA s-a angajat în multe lucruri și a realizat tot ce este necesar pentru a-și atinge scopul fără a ține cont de morală. S-a folosit de intervenție în afacerile interne ale statelor unde avea interese, prin mijloace mai puțin oneste sau morale. 
Analiză asupra eficienței comunităților de informații presupune că comunitatea fiind monitorizată și formată de structuri specifice. Rapoartele sunt sanitizate. O altă sursă, Wikileaks, a arătat ce a comis CIA în străinătate. CIA funcționează după noțiuni rigide și comite erori. 
Al treilea cerc concentric este constituit din Congres, cercurile de interese, opinia publică și mass-media. Congresul are calitatea necesară de a determina politică externă americană. Celelalte structuri o influențează , substanțial, nu pe termen scurt sau imediat, dar își pun amprenta asupra deciziei. Congresul are puteri implicite, dar și atribuții explicite, fiind investit de constituție cu putere legislativă. Trebuie să fie adoptat la fel de ambele camere ale congresului, ceea ce este practică a bipartizanatului. 
Congresul are un rol decisiv, legile de care forțele militare au nevoie pentru a funcționa. Cea mai importantă pârghie pe care o are este atribuția de a alocă fonduri bugetare. Membrii Congresului vor bugetul în funcție de ce se poate negocia pentru că statele sau districtele lor sunt tulburate, existând o competiție nu doar între partide, ci și în interiorul acestora. Practică politică se efectuează când se votează bugetul federal. În ultimii ani, republicanii au alocat bani guvernului. Shut Down Gouvernamental are loc când nu se votează bugetul, serviciile fiind menținute la nivel minim, restul intrând în concediu, lumea încetând să mai lucreze , iar ambasadele se închid. Congresul votează și adopta legi de alocare bugetară pentru tot restul anului, fie oferă bani sau restrâng bugetul. Prima lege postbelică publică a oferit ajutor Greciei și Turciei în materie de securitate. Doctrina Truman s-a propagat pe timp de pace. Apărarea unor state a depins de politică internă și de relațiile din SUA. De multe ori, decizia luată la nivel înalt afectează electoratul unui membru al Congresului, acesta făcând totul că firmele de lobby să nu treacă legea. 

Opinia publică este opinia publică în general, neavând un impact imediat asupra deciziei. Este implicată în congres, scenă publică având importantă și fiind reprezentată în congres. Congresul intră în contact direct cu opinia publică, voturile fiind conectate. Un american votează și pentru o lege, dar și pentru magistratură din districtul din care face parte. Opinia publică nu poate fi tratată decât cu rare excepții că un întreg. De exemplu, locuitorii din statul Michigan angajați în industria de armament, o sursă de venit pentru locuitori, membrii congresului vor susține politice ce vor favoriza producția de armament pentru a fi votați. Mulți sunt preocupați de mediu și de dau legi de protecție a mediului. 
Opinia publică este un mozaic rasial, confesional și lingvistic. Este diversă datorită creșterii libertății de expresie și a tendințelor asociative. Este o relație delicată. De exemplu, Coca Cola finanțează un post de televiziune, dar apare problema dacă se comite o eroare ce afectează opinia publică care este puternic implicată politic, iar organizațiile amenință cu proteste împotriva sponsorilor. 
Implicarea în politică este mare, indivizi obișnuiți fiind pregătiți să se implice în societate. Sunt milioane de asociații de diverse tipuri de la cele literare la cele religioase și sportive, până la cele gastronomice, un american tipic fiind membru la multe asociații caritabile. În SUA sunt două voci: cea a individului și cea a comunității. 
Candidații la președinție susțin întâlniri pentru asociații în față a 300-400 de fermieri. Sunt bogați și modele, iar dacă ei sunt de acord cu candidatul care promite anumite lucruri, ei vor aduce voturi. Organizațiile respective monitorizează permanent viață politică. 
Grupurile de interese au o activitate de lobby reglementată legal și presupune informarea și consilierea membrilor Congresului cu privire la diferitele proiecte de lege propuse de către națiune. Sistemul american este conflictual, competitiv, negociator. Un membru al Congresului depune mult efort pentru a fi reales, încă din prima zi a mandatului cheltuind 2/3 din timpul sau pentru a-și finanța următoarea campanie. 
Pe plan extern, se face lobby la organizații evreiești de exemplu pentru a susține relațiile cu Israelul. Un sprijin constant este oferit de comunitățile religioase sau de companiile petroliere. O voce importantă îl are consiliul de americani musulmani. Cele mai mari capacități financiare îl are lobby-ul hispanic. 
Samuel Huntingon a scris în "Cine suntem? " despre cum reacționează opinia publică, când devine omogenă și valorile centrale sunt puse, devenind un factor de care decidenții politiic nu mai țin cont. Există avocați și specialiști în diverse domenii care susțin că nu se poate cere o lege care să fie benefică doar la nivel individual. Activitatea firmelor de lobby aduc trafic și influență, informează și transmit direct informații ilicite sau licite. 
Grupările de presiune țin de congres. Guvernul trebuie să protejeze și să reprezinte interesele cetățenilor și al agenților economici.
O altă componentă a deciziilor sunt instrumentele deciziilor americane care  sunt vectorii prin care se realizează politica externă americană.  Vorbim despre instrumentul diplomatic și economic și despre cel militar în sensul de folosire a forței și amenințare cu forța. Nu vorbim de război ca atare.  Începând cu instrumentul diplomatic atunci când vorbim de Departamentul de Stat – ca structură decizională din zona tehnica – se pune în practică corpul diplomaților specializați (Foreign service) a suferit mai multe modificări în 1947, 90 , 95 și 2006 și cuprinde persoane ce reprezintă legal și simbolic SUA în străinătate. Este vorba de ambasadori, funcționarii de carieră obișnuiți specialiștii în diferite domenii tehnice, ei fac parte dintr-o structură numită rezerva serviciului extern- personalul administrativ și angajații străini și ultima categorie o reprezintă agenții consulari numiți de către secretarul de stat sa ude către șeful misiunii. Cel mai important grup îl constituie Foreign Office Services ce reprezintă o zecime din totalul angajaților departamentului de stat,  el fiind un corp de diplomați profesioniști ce se ocupă cele mai importante posturi. Una dintre metodele de analiză este studierea instrumentelor cu care se face politică externă ( modalitățile de trening, de recrutare , care sunt procedurile de lucru și ierarhiile) este modul în care instrumentalizează există o dinamică externă și ea e reflectată de mai multe secvențe și planuri. Este vorba de raporturile dinte grupare pe criterii politice- tipul intern de recrutare (aici există o critică tot mai diminuată în ultimii 10 ani, legată de așa zisul elitism al aparatului stat). Departamentul de stat recruta tineri din elita intelectuală din zonele de vârf ale marilor universități americane- guvernul american  care plătește prost față de privat, maximul este de 70000 -80000 de dolari pe lună, un avocat primește atâta pe oră, de aceea este vorba de a îți servi țara. Plus că oamenii caută o slujbă la stat pentru că există o serie de beneficii legate de asigurare medicală, concedii, dar totul împreună nu reprezintă o miză atrăgătoare pentru un tânăr absolvent de o universitate mare și altele sunt motivele pentru care oamenii se angajează în structurile de stat. În anii 50,  pentru că Departamentul de stat era acuzat de susținerea comunismului, pierderea Chinei, departamentul a suferit o  lovitură puternică, s-au retras mulți angajați de aici. În anii 60 – 70 diplomația americană din acest punct de vedere începe să se personalizeze sistemul de recrutare încearcă să fie unul cât mai eficace, la sfârșitul războiului rece diverse analize arătau că peste 80% fusese nu doar școliți în războiul rece, având o viziunea și o practică foarte mult ancorată în Războiul Rece. În 2003 încă 50 % din diplomații americani începuseră cariera în războiul rece- acest lucru ajută să înțelegem de ce în anii 90 și 2000 înțelegea și implementa decizia, toate practicile și codurile lor operaționale erau construite după realitatea bipolară. În 1990 când Irak invadează Kuweit departamentul are 3 vorbitori de arabă. Deoarece atenția era îndreptată spre Europa, Africa, America latină și mai puțin spre Asia sau Orientul Mijlociu , este vorba de nivel general,  nu special. Asta înseamnă nu ai informarea și decizia de   lași pentru cei de la baza locului, asta nu este întotdeauna bine, când ei lucrează mult timp într-o țară ajung să ia perspectivele țării respective și viziunile sunt diferite, iar cea generală riscă să fie deficitară. Se poate înțelege de ce s-a cântărit atât de mult părerile sale au fost prioritate. În timpul Războiului din Irak s-a schimbat modul de recrutare din sistemul extern. Era vorba  de un nou val de război, mulți au vrut să intre în DOS ca să-și servească țara. În reconstrucția Irakului s-a implicat armate și diplomații au fost deficitari. Cele mai mari probleme în sistemul de afară în funcție de postul pe care-l deții se obțin puncte și evoluezi. Cele mai mari puncte se acordau capitalelor europene și cei mai slab pregătiți mergeau în aceste zone, după au schimbat posturile de la Bagdad și Kabul  erau cele mai bogate și așa au fost atrași noi veniții, cei care au strâns puncte de-a lungul timpului nu au mers în aceste zone de conflict, de aceea diplomația de aici a fost mai slabă pentru că aici mergeau oamenii fără experiență, cei noi. Corpul acesta de ofițeri a demonstrat că are capacitatea de a se reinventa. Astăzi se poate aplica pentru angajare dacă ai 18 ani, ai terminat liceul și după susținerea unui test psihologic. Se caută diversitatea angajatului, se aplică toată legislație discriminatoare și urmează și un training. Trainingul unui diplomat de a pleca la post durează între 3 săptămâni- 6 luni,  6- 10 ore pe zi, unde învață cultura și limba țării unde va merge. Aici în procesul de instruire sunt foști ambasadori și oameni cu experiență.  Mai este și dinamica interioară, din serviciul extern și alte persoane cu alte responsabilități sau  misiunile speciale trimise de președinte – acești trimiși speciali au o flexibilitate mai mare, negociază și intră în contact cu guvernele într-o formă mai deschisă publicului și presei. America este o societate competitivă și asta stă și la baza structurilor executive. Structurile diplomatice au fost considerate ancorate în principii, lipsa de agresivitate, elitismul, numărul mare de funcționari de prin rang. Misiunile post conflict, spionajul se arată în câteva zile sau o săptămână este veridică sau nu, armata se vede rezultatul lui direct, la diplomați lucrul se vede în timp.Emisarii speciali ai președintelui sunt în cam două categorii: agenții prezidențiali ce nu dețin o poziție oficială în guvernul federal și care sunt responsabili doar în fața președintelui. – președintele trimite să negocieze în locul lui prieteni din copilărie sau parteneri, totul ține de președinte. A doua categorie o formează agenții ce dețin poziții parlamentare, pot fi sectari de stat șefi ai curții supreme de discuție. Pot purta discuții cu șefi de state pot deschide relații diplomatice în schimbi eficiența lor poate fi chiar mai mare, au acces la informații mai sensibile și se concentrează asupra unei singure sarcini și sunt eliberați de toate responsabilitățile de tip administrativ, raportează numai președintelui, rapoarte lor nu trec prin lanțul ierarhic. Serviciul extern rămâne o zonă de interes pentru înțelegerea mecanismelor de decizie din politica externă. Sprijinul militar, al acțiunii militare armate, aceea acțiune fizică întreprinse de una sau mai multe persoane în uniformă ca parte a autorităților naționale de a modifica comportamentul unor stat, fără a se angaja într-o competiție a violenței. Este o chestiune importantă, natura a impus o distincție, diplomația atomică și cea a forțelor convenționale. Până la WW2 viziunea asupra instrumentului militar era obiective pe termen scurt și atacare prin militar se obține beneficii. Apariția arsenalului atomic a ridicat o problemă s-a arătat că arma atomică nu este una obișnuită, nu i se atașează doar semnificații militare. Se vede cum se rescrie, reformează concepția americană asupra armelor. Înarmarea atomică a însemnat și folosirea în sens diplomatic și au existat mai multe strategii, când aveau superioritatea atomică, s-a folosit acela de constrângere, au fost instrumente de pregătire psihologice. În termeni militanți și strategici s-a tradus în doctrina masiv retaliasion- a funcționat parțial.  În a doua fază de paritatea a apărut și s-a dezvoltat dimensiunea de descurajarea atașată arsenalului american și în timpul lui Kennedy a apărut second strike capability, chiar dacă ești lovit, poți să dai o lovitură. În a treia fază a mega tonajului echivalent, capacitatea de a lovi colectiv, aglomerări urbane. Diplomația nucleară e clar că și-a avut rostul între relații cele 2 supra puteri. Era vorba de interesele și de acceptarea de către China. Din ani60 China nu pare să fie atentă la acest argument , iar din anii 70 relațiile se îmbunătățesc și relațiile nucleare nu își mai au rostul. Folosirea forțelor convenționale s-au manifestat în relațiile cu noul stat socialist și mai ales față de statele din lumea a treia. Folosirea armelor convenționale în susținerea actelor diplomatice, a continuat să fie folosită și în dinamica dintre relațiilor dintre S.U.A și URSS. În 1984 și 85 s-au desfășurat cele mai mari , s-au exersat manevre ale forțelor NATO inclusiv ale forțelor tactice. Arătau URSS capacitatea NATO de a rezista unui atac terestru, arătau că ei puteau rezista. Sunt o serie de studii de pildă care, arată că SUA au amenințat cu folosirea forțelor militare pentru obținerea unor obiective politice  în cazurile dintre 215-226. În 1976 – 2000 s-au folosit un nr. cel puțin el în asemenea cazuri. Cea mai comună formă este simpla prezență, exerciții de rutină, vizite. E una dintre formele în care SUA își prezintă interesul- nu este o simplă deplasare a unei nave din punctul A în B. Sunt în misiunea și alte arme militare. Este un mesaj care este transmis multidimensional. Arată nu numai posibilitatea de ați vectoriza, dar și hotărârea și determinarea de a o face. Obiectivul principal este mult mai important – este un gunboat diplomație. Nu este inventată de americani, probabil britanicii au dus-o la nivel global. În 1946 în timpul amenințărilor asupra Turciei. SUA trimite trupul ambasadorului mort e la Washington.  Pe un cuirasat făcea parte dintr-o flotă importantă. Această prezență ca semn al interesului, poate constitui debutul unei crize internaționale. Se joacă cu proceduri militare, care de la un moment în acolo pot risca să preia comanda și aici calculul este extrem de important. Supraestimarea adversarului- Statele unite au practicat acest lucru. O altă formă a fost chestiunea directă, care are cel pun 2 forme: 1 este ce a intervenției militare propriu zise. Mai există o formă care se plasează între acțiunea directă și cea indirectă care a fost pentru susținerea unei chestiuni directe printre pentru a exercita presiuni deosebite asupra unui stat. Este vorba de apariția în proximitatea unui stat, de intrarea unei nave în apele teritoriale, într-un mediu potențial ostil. Ce s-a putut observa pe o perioadă lungă a fost că în imensa majoritate a cazurilor, folosirea instrumentelor militare a avut rezultate mai ales în contextul sprijinirii, unui lider politic al unui aliat, a avut o mult mai mare succes, atunci când a fost folosit în scopul unei amenințări. Nu a fost suficient în cazul Libanului invazia siriană nu a putut fi stopată. A trebui să folosească forța militară și bombardeze pozițiile siriene din munții Libanului. Simpla amenințare nu descurajează suficient dictatorii sau statele care se opun SUA din diferite motive. O altă concluzie a fost că folosirea demonstrativă a forțelor militare au fost instrumente politice cu o eficiență pe termen scurt. Pe termen lung, fără a fi însoțite de acțiuni diplomatice nu s-au bucurat de un succes asemănător. Succesul acestora este relativ. Campania aeriană împotriva Serbiei a fost nu numai încununată de succes, dar obiectivul politic a fost atins- crimele sârbilor din Kosovo au încetat și regimul lui Miloșevici căzut- Sigur au fost mai multe lucruri care au făcut ca Miloșevici să cadă.În Golf, forțele au întreprins unele dintre cele mai interesante lucruri din istoria militară a lumii. Operațiunile militare care au dus la distrugerea extrem de rapidă a fost oprită. Un prim scop politic a fost atins, dar un al doilea scop îndepărtarea lui Hussein, nu a fost atins decât într-o mică măsură, în primul război din golf. După 2001 în Afganistan, într-un interval foarte scurt cu un inventar extrem de mic de oameni, forțele speciale, forțele talibane au fost înfrânte, aplicarea lor a fost teribil de eficient, în momentul în care au apărut obiectivele politice ,respectiv stabilizarea politică a Afganistanului- o cultură atipică pentru occident- s-a văzut că instrumentul militar, are o chestie relativă. Pe termen scurt, intenția a eșuat, a fost vorba de reformatarea întregului aparat american, de a transforma direct prin prezență politică și militară. Umanul nu se poate despărți de puterea forței. Și este în continuare un element al sistemului internațional.Orice mare putere au folosit forța fie pentru a descuraja, amenința sau pentru a obține în mod concret avantaje. Apelul la forță militară are și o dimensiune culturală, are și o dimensiune militară, prezentă chiar în corpul națiunii, este născută în război. Este un război continuu care se întâmplă și astăzi. În aeroporturi cea mai vândută forme de carte este cea cu specific militar, pe de altă parte există aici cele mai mari mișcări împotriva războiului. Executive order este ceva specific pentru președinte el o dă și poate fi dat de orice președinte abrogat de orice președinte. Orice gest trebuie bine cumpănit înainte pentru că într-un astfel de mediu poate atrage multe consecințe. Dacă se ajunge la astfel de gesturi înseamnă că falia dintre cele două partide este prea mare și pune sistemul bipartid în pericol.Președinții americani, la sfârșitul mandatelor când nu mai au miză își arată adevărat față. Al treilea instrument de politică externă asistența de securitate atât militară cât și economic. Este definit drept transferul de echipamente militare sau servicii, sub forma cumpărării directe vânzărilor finanțate prin credit donațiilor sau sistemului barten. Scopul este: asigurarea forțelor SUA pentru a acționa în conflictelor externe. Asigurarea unor forțe complementare a unor forțe SUA. Stabilirea unor forțe americane și diminuarea. A fost la un moment dat și extinderea influențelor și desfacerea pieței de armament. Asigurarea accesului la materii prime strategice. Este vorba de obiective ce țin de maximizare instrumentului militar, alte obiective țin de proiectarea intereselor americane, într-o anumită zonă. Însă specialiștii au identificat și scopuri mai subtile. De pildă reducerea costului pe unitate a echipamentelor militare datorită creșterii de armament. Cu fiecare tanc vândut afară scade costul tancului cumpărat de  americani. Balanța de plăți- într-un singur program FMS de 8,3 mld se realizează o economie de 560 milioane. Reducerea șomajului la o vânzare de 8.3 mld se creează 350 000 de slujbe pe an. De asemenea este vorba de îmbunătățirea bazei de apărare și mobilitate a bazei. Principalele tipuri de asistență militară sunt FMS-vânzare fără subvenție. Există și FMCP – cu credit subvenționat. MAP – military asistance program, donații și subvenții în diferite grade și programul de antrenament și educație militară internațională. Urmărind pe termen mediu desfășurarea acestor programe. În plan calitativ, până la mijlocul anilor 70 a dominat programul de asistență militară, bazat inclusiv pe donații și împrumuturi scăzute, se observă un salt spre vânzările de armament. Șa sfârșitul anilor 60, la vânzările directe reprezentau peste 80 % din totalul reprezentat de vânzările militare. La început de 90 s-a observat o creștere abruptă a vânzărilor directe și o creștere a programelor de vânzare pe credit prin donații sau subvenții precum și o creștere foarte impozantă a programului de trening și militarilor educațional. În plan geografic s-au remarcat mai multe etape ale asistenței militare, de pildă între 1950 -65 aproape 3 sferturi in asistența totală e dirijată spre aliați și se apără, după această dată, după retragerea puterilor coloniale și intrarea în vacuumul procentele s-au îndreptat către statele mai puțin dezvoltate, deja de la mij anilor 70 început de 90 orientul mijlociu este ținta predilectă pentru asistența militară de diverse tipuri și spre Asia de sud-est. La începutul anilor 90 și spre sfârșitul acestora se echilibrează balanța, asistența îndreptându-se și spre Europa de est, continund  însă și spre orientul mijlociu și Asia.Asistența economică a intrat sub departamentul de stat, mai există un program de dimensiuni enorme, food for peace program și alte 70 de programe de asistență economică locale regionale finanțate de guvernul american. Se acordă sprijin economic, pentru sprijinirea  securității, există linii de asistență economică care sunt destinate guvernelor pentru degrevări, pentru ca statele să-și asigure securitatea.  Food for peace – până în 2008 SUA erau cel mai mare stat care contribuia la programele ONU pentru acordarea de ajutor umanitar, în regiunile atinse de catastrofele naturale, 90% se aflau pe această linie. De atunci a existat o scădere dramatică și din cauza crizei economice. Interesante sunt direcțiile unde merg aceste ajutoare. Prima data a mers spre Europa – Planul Marshall pentru a imuniza Europa de comunism ce venea din inter. După 1950 eforturile s-au deplasat spre Asia, după războiul din Coreea, 80 % s-a îndreptat spre orientul mijlociu, îndepărtat, Asia de S-E.  după 1960 aproape 80% s-au îndreptat către statele în curs de dezvoltare. Analiștii au căzut care sunt principiile : importanța politică a statelor ajutate, considerații ce au ținut mai mult de evoluția Războiului Rece, și apoi nevoile și performanțele primitorului sau disponibilitatea unor surse alternative. Sunt luate în discuție de obicei, 4 tipuri de motivații pentru acordarea acestora, cele care apar cele mai des întâlnit în discurs: obținerea unei mai mari securități naționale, îndeplinirea unor obligații umanitare, 3 – câștigurile economice reușite prin deschidere și menținerea accesului la piețele acestor state și accesul la materiile prime. Și la resursele primare ale acestor țări la prețuri favorabile. Obținerea prestigiului național-Aici se poate observa cel mai bine, îmbinarea dintre pragmatism și moral, motivul umanitar a devenit un principiu încă din anii 60, în considerațiile de securitate . Prevenirea unor crize majore în sistemul economic mondial, această îmbinare a motivelor umanitare și a rațiunilor de securitate, în viziunea lor, câștigurile nu sunt compatibile ,nu înseamnă doar bani care intră în conturile trezoreriei americane. Câștigurile sunt legate de stabilitatea zonei, minimalizarea altor actori internaționali, și creșterea prestigiului american-toate acestea sunt considerate în zona în care se îmbină pragmatismul și moralismul american. Pentru afaceri întotdeauna importantă stabilizarea zonei politice că altfel întră și competitorul tău. Companiile își asumă mult mai multe lucruri decât statele. În viziunea lui, activitățile sunt extrem de importante, dar nu atât de mult încât să pună în pericol stabilitatea acestei zone.Termenul este introdus pentru a face distincție semantică între criza internațională și situația de criză ar fi în consecință legată mai mult de felul în care percepe un grup decizional o astfel de situație. În literatura legată de analiza politicii externe a fost și cronologic un prim palier de analiză. Un grup de analiști americani au coborât analiza de la nivel internațional la nivelul deciziilor guvernamentale propunând tocmai această decizie de analiză, cum decide un grup decizional la o criză- în termen de mixă, de criză- totul. Au trebuit să se găsească actorii, poziția lor din guvern și identificat cumva modul în care aceștia defineau situația.Universul decizional american în situațiile de criză-Caracteristicile unei situați de criză: perceperea unei amenințări grave la adresa securității naționale, apoi este vorba de natura bruscă, neașteptată a acestei amenințări. Este vorba de o creștere o e percepție semnificativă a violenței- nu este vorba de o simplă deformare a unei realități militare cu bile consecințe minore e vorba de o așteptarea foarte puternică, la o creștere semnificativă de mari proporții. De asemenea o altă caracteristică este legată de timpul de reacție într-o situație de criză timpul pare să lipsească trebuie să fie rapidă. Din aceste caracteristici, o să vedem cu derivă o serie de dimensiuni, ale mediului decizional. Au caracteristici speciale. Amenințarea gravă la adresa securității naționale ridică enorm miza deciziei, nu mai e vorba de o situație de politică externă în care calculul riscuri oportunități să se desfășoare într-un mod natural, foarte repede se poate ajunge la cel mai înalt grad al interesului supraviețuirea sau criza. Această așteptare a unei creșteri semnificative până la totale a violenței ridică de asemenea criza costurile umane ale rezolvării crizei. Nu este o activitate obișnuită, timpul de răspuns impune pe de o parte ridicarea mizei, creșterea presiunii asupra factorului decizional, îl situează într-o poziție inconfortabilă, nu sunt rutele neobișnuite ale calculelor naționale. De asemenea factorul decizional este pus unei presiuni legate de timpul de răspuns. În documente apare că cel care a declanșat criza are mai mult timp de reflecție mai multe posibilități, în timp ce grupul decizional pare mai degrabă lipsit de un timp de răspuns eficient, de aceea gestiunea situațiilor de crize a fost mereu, o preocupare a factorilor externi și a condus în mai toate cazurile în reformularea grupurilor decizionale. În general într-o situație de criză, grupul decizional se micșorează, birocrație se scurtcircuitează, implementarea deciziilor se caută a fi mai rapidă, mai eficientă și nu mai urmează traseele de comandă obișnuite. Mai multe statistici arată că mediul internațional prezintă numeroase situații de acest gen, ceea ce i-a făcut pe specialiștii în teoria relațiilor internaționale asta este situația tot timpul în relațiile internaționale, o relație hobbsenină, că statele luptă mereu pentru interese, pace fiind mai mult o situație excepțională, decât războiul, amenințarea cu forța criza.-Ce se întâmplă în Siria pentru SUA nu este o criză acum este un conflict.  Odată ce decizia momentului este luată de neintervenție, decizia intră pe alt palier, instituțiile început să-și facă treaba. Când Assad amenință cu arme chimice atunci apare o altă criză în interiorul crizei. Nu e vorba doar de securizare intereselor strict americană este vorba și de asta dar nu totală, de drepturile omului și ale indivizilor care sunt superioare drepturilor state este una dintre comportamentele americane pe care consideră pe care trebuie să le securizeze, de aceea situațiile de criză sunt mult mai numeroase. SUA își definește securitatea națională într-un mod foarte complex. Siria nu e doar o criză internațională și o zonă în care apar frecvent crize. De exemplu doborârea avionului rus de către Turcia a reprezentat o situație de criză. Criza internațională- mișcarea actorilor pe tablă internațională, interesele și obiectivele unei mari puteri cu toate obiectivele, răspunsurile.Situație de criză- priva celui care cercetează părăsește criza și se uită către un guvern sau altceva , o  situație în care procedurile nu mai sunt normale și se caută un răspuns imediat. Ține mai mult de receptor, ne o diferență potrivită pentru metoda de analiză. O situație de criză poate se fie receptată într-o criză internațională. Criza diplomatică devine un surogat al războiului. Acestea sunt o dată crizele mari, fie că este vorba de prima criză a Berlinului, de criza rachetelor. Sunt mult mai mulți actori .În prima etapă avem declanșarea crizei, un gest, un discurs, etc. Începe etapa escaladării când ambii jucători escaladează , jucându-se cu riscurile de război: se fac declarații de fermitate, se mută armament, nave. O criză bine gestionate arată că pericolul forței crește. Urmând ca în următoarea etapă să înceapă de-escaladarea treptată. O gestiune corectă înseamnă o escaladare inversă a conflictului. Criza rachetelor a fost o criză periculoasă. În privința grupului decizional, grupul devine restrâns se reduce la cei mai importanți factori decizionali la cei care au responsabilitatea cea mai înaltă pe palierul pe care se desfășoară criza. Consiliul de securitate națională abia fusese creat și avea o abilitate foarte bine creată. Cheamă în biroul său pe Bradley, care este șeful major inter arme și pe șeful departamentului apărării este grupul principal. În 1950 când începe situația de criză declanșată de atacul Nord Coreean. Această situație de criză duce la apariția conflictului. Truman prefă se colaboreze cu un grup restrâns. Kennedy inovează un EXCOM al National Security Council,  să facă un grup nepermanent. După criza rachetelor există o preocupare permanentă de a constitui aceste celule de crize unele care să lucreze permanent pe mai multe paliere, dar nici până acum acest lucru nu este diferit. Crises pre-planning pre staff atât la nivelul departamentelor cât și la nivelul Casei Albe. Datorită congresului foarte multe tentative, au fost sabotate prin de bugetarea lor. Dar și acum este un grup foarte strâns. Informația și circulația ei în astfel de situații, în mod normal, informația ar trebui să curgă repede, să dispară lungile trasee birocratice. Într-o situație de crize este posibil că tocmai această scurtcircuitare poate pune grupul decizional în fața unei informații neprelucrate, dar întotdeauna e va considera că cel care a generat criza are o marșă de mișcare mai mare și un inventar informațional mult mai larg, ceea ce crește stresul asupra grupului. Situation room white house- Denumirile ne arată transformările tehnologice prin care au trecut mecanismele decizionale. În domeniul analizei de politică externă anchetele făcute asupra mecanismelor decizionale au o triplă dimensiune. Un a explicativă care pleacă de la ideea că înțelegând decriptând cum se ia o decizie poți înțelege mai bine de ce s-a luat acea decizie  și cum s-a luat. Este vorba  de motivele care au dus la luarea acelei decizii. Este o dimensiune normativă și una predictivă în sensul în care știind cum funcționează aparatul decizional al unui competitor din mediu internațional se poate prevede ce decizie ce motivație pentru decizie are oponentul. Există o literatura pe acest subiect care începe cu Richard Neustadt- un guru al administrație americane în materie de analiza mecanismelor decizionale. Este unul dintre creatorii sistemelor de decizie moderne.  Pentru Europa guvernarea este o artă, pentru mediul anglo-saxon și american, guvernarea este o știință. Diferențele sunt enorme, decizia politică în SUA este încă de la părinții fondatori, de o cantitate uriașe de expertize și de un respect pentru teoreticienii. Societatea anglo- saxonă și în special cea americană născută în ideile dominate de darwinismul social și raționalism crede cu tărie că știința este o așa zisă cale. Patrick Hainey și Alexander George.Din perspectiva analiștilor respectivi situația de criză este caracterizată de apariția unei amenințări și creează stres. Psihologii explică că puși în fașa unei astfel de situații, reflexul este să se comparare cu situație și scenarii pe care le rezolvă mod curent, sau caută situații întâlnite anterior. Criterii importante sunt calitatea consilierilor, stilul președintelui, relația cu consilierii săi astfel încât, situația de criză să fie gestionată cu ajutorul unor coduri prescrise. Sunt cel puțin 3 modele care au fost observate în literatură ca fiind practicate de mai toți președinții până în sec XXI și este un al 4 lea model propus de Al. George dar foarte puțin practicat. În ciuda tuturor încercărilor de a bugeta procesul de consiliere acesta rămâne strict legat de stilul de lucru al președintelui. La începutul fiecărei administrații rezidențiale primul act semnat de președinte se referă la componența NSC și fiecare președinte are dreptul să anunțe alte poziții care pot fi legate de diverse arii geografice, în afara celor legale. Într-un anumit fel, agenda viitoare a noului președinte poate să fie observată de administrație. În ziua de azi, tot un grup mic din NSC este implicat în decizie.Primul model este cel formalist în care președintele are o poziție superioară cercului de consilieri. Este vorba de grupul instituționalizat. Procesul decizional se face după proceduri foarte bine definite; sunt angajate proceduri ierarhice de obținere de informații și de transmitere a soluțiilor posibile este căutată strict expertiza specializată și funcțională și sunt descurajate negocierile și con petiția dintre consilieri. Truman, Eisenhower, în parte dar nu total Lyndon Johnson, Ford, Bush Sr sunt președinții care au adoptat în totalitate sau parțial acest model. Pentru criza Berlinului din 1948, există documente și memoriile celor de acolo și se poate observa cum se iau deciziile. Truman invită doar pozițiile superioare. Primele personaje implicate în decizie sunt vârfurile superioare. Președintele cere să fie informat de ei cu privire la situația din Berlin. Este o parte a proceduri care poate fi observată mereu. Procedurile unt extrem de rigide, de formale.Al doilea model este modelul competitiv, în care președintele se află deasupra grupului încă organizarea este mai ambiguă. La masa decizională se află poziții inegale. De asemenea, președintele acordă jurisdicții intersectate, sarcini suprapuse ( în întreabă de secretarul de stat chestiuni e ripostă militară, și invers) în sistemul competitiv președintele caută canale multiple de informare nu sunt cele strict formalizate și ierarhizate nu doar cele oficiale, președintele în astfel de caz acceptă informația adusă de directorul CIA dar îi cere secretarului de stat îi ere să intre în contact cu ambasadorul american aflat la fața locului. Președintele își arogă dreptul de mediator de gestionar al conflictului. Consilierii se ceartă între ei pentru a oferii cea mai bună soluții. Este o competiție pentru benevolența competiției care se arată cel mai bun în ochii președintelui. Cel care a excelat în acest model a fost F.D. Roosevelt. Modelul Colegial  se plasează într-o zonă centrală. Procedurile sunt mai relaxate mai informare decât în cazul sistemului competitiv. În general situația este gestionată, nu atât de pozițiile formale cele mai înalte cât de o echipă construită de președinte. Președintele este un membru activ al grupului, jurisdicțiile și sarcinile sunt supra puse se caută cu precădere de la grupurile cu sarcini inferioare. În general acest model este destinat producerii unei decizii colective, în ca consilierii la final, după gesturile de răspuns împreună cu președintele, la final consilierii cel puțin pentru public sprijină decizia pe are o semnează președintele. Modelul acesta este practicat de JKF ele este cel care inovează acest model, Clinton și Obama – un model mixt dar cu o parte colegială dominantă. Modelul pledoariilor multiple de Al. George. Cumva modul de lucru este o combinație între modelul formal și fel colegial – multiple advocacy – în care consilierii de nivel înalt, sunt obligați să prezinte președintelui o informare clară o analiză proprie și un nr. de soluții propuse. Fiecare trebuie să facă acest lucru, dacă este dezbatere organizată, se prezintă sistematic, soluții alternative. Există ideea că cel al pledoariilor multiple, toate aceste modele au avantaje și dezavantaje. De pildă, sistemul formal de consiliere este considerat eficient fiindcă se conservă timpul președintelui și permite o evaluare atentă a problemelor, dar se consideră că există riscuri mari  ceea ce privește distorsionarea informațiilor primire de președinte. Sistemul competitiv, îi oferă președintelui un sistem competitiv. Președintele are cea mai mare putere, controlul e mult mai mare e mai implicat, are acces la o gama mai variată de idei, dar solicită mai mult timpul președintelui și în același timp îl expune pe președinte la informații subiective. Competiția între consilieri se desfășoară și pe această dimensiune. Sistemul colegial are multe avantaje. Gândirea de grup apare mai greu președintele este apărat prin acest mod de a lua decizii, este un proces care place publicului într-o democrație, însă este extrem de cronofag. Consumă enorm din timpul președintelui și în mod evident scade timpul pentru altfel de tipuri de decizie. Acest sistem colegial poate fi extrem de eficient. În cazul sistemului de pledoarie multiple, avantajul este foarte mare, informația este achiziționată foarte coerent. Cu cât situația este mai aproape de situația de criză cu atât mai mult discuția se reduce, e un tip de acțiune decizională care consumă timp. Metodele de evaluare ale unui grup decizional, criteriile după care se consideră că cel puțin din punct de vedere teoretic cu grup decizional și-a îndeplinit sarcinile.

Criteriile:
1. Trecerii în revistă a obiectivelor de răspuns, în ce măsură grupul a luat în considerare o zonă restrânsă sau mai largă de obiective următoare, dacă operează cu un anumit tip de răspuns. După începe o discuție- ce se urmărește prin obiective-   bombardamentele sunt escaladate? (vezi criza rachetelor) distrugem doar rachetele, sau îl dăm jos pe Castro. Ce obiective are blocada? Care sunt cele intermediare? Blocarea oricărei nave sau doar cele despre care ai informații.? Trecerea în revistă ale fiecărei soluții de răspuns este una dintre sarcini pe care grupul decizional trebuie să le ia.
2. schițarea răspunsurilor alternative. Grupul consideră, reconsideră alternativele anterioare și cât de repede ajunge la consens. Cu alte cuvinte sunt puse pe masă mai multe soluții există dezbatere este o dinamică, se revine la cele propuse, sunt schițate mai multe răspunsuri.
3. Căutarea informațiilor. În ce măsură grupul încearcă să obțină informația disponibilă ? sursele aparțin nivelurilor  înalte de decizie sau sunt căutat în paliere mai joase.
4. Asimilare și procesarea noilor informații apărute. Cât de bine s-a descurcat grupul cu noile informații și noile idei care vin din afara grupului, mass-media, critici externi, cât de mare este capacitatea grupului decizional.
5. Evaluare costurilor riscurilor, implicațiilor, răspunsului care a fost ales.  Cu alte cuvinte există sau nu există sau în măsură există odată ce răspunsul a fost selectat o evaluare mai amplă sau mai restrânsă a costurilor riscurilor implicate. În Criza Cubaneză- JKF este pus în fașa unei probleme unei presiuni foarte mari, generalul Le May, care îl desconsidera pe Kennedy.
6. Implementarea deciziei.  Monitorizarea implementării, dacă construiește procedurile de implementare, în situațiilor de criză. Astfel de structuri se pare că nu am mereu in plan B. JFK reproșează consilierilor săi în cea de-a doua criză a Berlinului. Washington generează un răspuns, iar JFK cere că ar fi trebui să fie gestionată mai bine. La nivel politic în paralele cu embargoul se deschid canalele de discuție prin serviciile secrete, neoficiale, acestea sunt planurile de contingență.